# SC 07 Bad Neuenahr
Der SC 07 Bad Neuenahr (offiziell: Sportclub 07 Bad Neuenahr e. V.) war ein deutscher Fußballverein aus Bad Neuenahr-Ahrweiler mit den Vereinsfarben Rot und Schwarz. Aushängeschild des Vereins war die 1969 gegründete Frauenfußballabteilung, die 1978 die Deutsche Meisterschaft gewann. Der SC 07 war Gründungsmitglied der Frauen-Bundesliga und gehörte nach mehreren Auf- und Abstiegen von 1997 bis 2013 ununterbrochen dieser Spielklasse an. Nach einem Antrag auf Insolvenz wurde am 28. September 2013 der SC 13 Bad Neuenahr gegründet, der im Januar 2014 die Nachfolge des SC 07 antrat.

## Geschichte
Der SC 07 Bad Neuenahr wurde am 8. Juni 1907 als FV 1907 Bad Neuenahr gegründet und gehört damit zu den ältesten Fußballvereinen im Rheinland. Die Frauenfußballabteilung wurde am 20. Juni 1969 gegründet, obwohl Frauenfußball zum damaligen Zeitpunkt noch vom DFB verboten war. Am 1. Mai 1970 richtete der Verein das damals größte Frauenfußballturnier der Welt aus. Der Erfolg des Turniers sprach sich bis nach Italien herum. Der SC wurde daraufhin als deutscher Vertreter zur inoffiziellen Weltmeisterschaft eingeladen. Das historische Datum, der 15. Oktober 1970, wird bis heute alljährlich gefeiert.
Nachdem der DFB den Frauenfußball wieder legalisiert hatte, entwickelte sich der SC zum stärksten Verein im Rheinland. Vor Einführung der Bundesliga nahm Bad Neuenahr an 13 von 17 Endrunden um die Deutsche Meisterschaft teil, am erfolgreichsten im Jahr 1978. Über die Stationen Rendsburger TSV, SC Freiburg und KBC Duisburg wurde das Finale gegen den FC Hellas Marpingen erreicht. Das Hinspiel auf eigenem Platz gewann Bad Neuenahr mit 2:0. Das Rückspiel wurde mit 0:1 verloren, aber das Ergebnis reichte für die bis heute einzige Deutsche Meisterschaft.
1980 und 1981 erreichte man jeweils das Halbfinale; dort war jedoch gegen den KBC Duisburg bzw. SSG 09 Bergisch Gladbach Endstation. Im DFB-Pokal-Wettbewerb erreichte Bad Neuenahr insgesamt viermal das Halbfinale. Mitte der 1980er Jahre bekam der SC mit dem TuS Ahrbach erstmals ernstzunehmende Konkurrenz, so dass man in Bad Neuenahr die Meisterschaftsendrunden nur als Zaungast verfolgte. Dennoch wurde Bad Neuenahr 1990 wieder Rheinlandmeister und qualifizierte sich damit für die seinerzeit eingeführte zweigleisige Bundesliga.
In den 1990er Jahren war der SC eine Fahrstuhlmannschaft. Nach der ersten Bundesligasaison stieg man zusammen mit dem TuS Binzen ab. Zwei Jahre später stieg man auf, um direkt wieder abzusteigen. Wieder stieg man auf und kehrte postwendend zurück. Über die Relegation zur eingleisigen Bundesliga kehrte man ins Oberhaus zurück. Mit drei Aufstiegen in die Bundesliga ist Bad Neuenahr gemeinsam mit dem TSV Crailsheim und dem Hamburger SV Rekordaufsteiger. In den ersten beiden Jahren der eingleisigen Bundesliga konnte man knapp die Klasse halten. In der Saison 1999/2000 belegte man überraschend den sechsten Platz. Doch Abgänge von Leistungsträgerinnen wie Steffi Jones sorgten dafür, dass man wieder um den Klassenerhalt kämpfen musste.
In den letzten Jahren machte der Verein durch den gezielten Einkauf von routinierten und talentierten Spielerinnen einen großen Sprung in die Spitzengruppe. Im Sommer 2005 übernahm Ex-Profi Dietmar Schacht das Traineramt, er führte die Mannschaft auf Anhieb auf den vierten Platz. Mit Almuth Schult, Célia Okoyino da Mbabi und Lena Goeßling stellte der Verein zu der Zeit drei A-Nationalspielerinnen. Am 23. Januar 2008 trennte sich der Verein überraschend von Schacht. Die Nachfolge trat als Interimslösung die spielende Co-Trainerin Sandra Minnert an. Thomas Obliers führte das Team in den Saisons 2009/10 und 2010/11 in das obere Tabellendrittel. Am 1. Juli 2011 übernahm Ex-Profi Colin Bell (u. a. TuS Koblenz, 1. FSV Mainz 05, 1. FC Köln) das Zepter an der Ahr und für den Fußballverband Rheinland auch die Koordination der DFB-Eliteschule. Im Januar 2013 kooperierte man mit dem Landesligisten Ahrweiler BC und dem Japanischen Fußballverband.
Nachdem der langjährige Präsident und sportliche Leiter Bernd Stemmeler am 17. Mai 2013 verstorben war, stellte der Verein am 27. Mai 2013 beim Amtsgericht Bad Neuenahr-Ahrweiler einen Insolvenzantrag. Wenige Wochen später verkündete die Vereinsführung den freiwilligen Rückzug aus der Bundesliga. In der Saison 2013/14 trat der Verein in der 2. Bundesliga Süd an, mit Beginn der Rückrunde 2013/2014 unter dem Namen SC 13 Bad Neuenahr.

## Erfolge
- Deutscher Meister 1978
- DFB-Pokal-Halbfinalist 1981, 1982, 1984, 1986
- 20 × Rheinlandmeister
- 22 × Rheinlandpokal-Sieger

## Umfeld

### Stadion
Die Frauenmannschaften des SC 07 Bad Neuenahr trugen ihre Heimspiele im Apollinarisstadion in Bad Neuenahr aus.

### Nachwuchsförderung
Seit dem Sommer 2006 besteht an der Ursulinen-Klosterschule eine DFB-Eliteschule, die mit dem Potsdamer Sportinternat vergleichbar ist. Dort haben talentierte Nachwuchsspielerinnen in Zusammenarbeit mit dem Fußballverband Rheinland neben der Schulausbildung die Möglichkeit, auf hohem Niveau zu trainieren.
Das Sprungbrett für die jungen Spielerinnen ist die zweite Mannschaft, die zur neuen Saison den Aufstieg in die 2. Bundesliga Süd geschafft hat. Darüber hinaus hat der Verein drei Nachwuchsmannschaften.
Weiter kooperiert der Verein mit dem TSV Emmelshausen, der mit drei Mädchen- und zwei Damenmannschaften im Spielbetrieb die Ausbildung der talentierten Mädchen unterstützt. Mehrere in Bad Neuenahr spielende Frauen und Mädchen (u. a. Tabea Müller, Marie Pyko, Jana Dörr) haben über den TSV Emmelshausen den Sprung nach Bad Neuenahr bereits geschafft. Die Kooperation wurde im Mai 2013 durch den SC13 Bad Neuenahr Koordinator Sijamak Sauer und dem TSV Emmelshausen Verantwortlichen Harald Haneder im Rahmen des gemeinsam durchgeführten Talenttages bekanntgegeben.

### Fans
Ab Mitte der Saison 2011/12 organisierten sich die aktiven Fans des SC 07 Bad Neuenahr hinter dem Banner der „Celtics Bad Neuenahr“. Mit Hilfe von lautstarker Unterstützung, aber auch optischen Mitteln wie Schwenkfahnen, Doppelhaltern und Schals wurde versucht, die Atmosphäre im heimischen Apollinarisstadion wie auch bei  Auswärtsspielen nachhaltig und langfristig zu verbessern. Des Weiteren waren zahlreiche Fans auch ehrenamtlich für den Verein tätig, z. B. als Volunteer am Spieltag.

### Spielerinnen
Der SC 07 Bad Neuenahr stellte zahlreiche deutsche Nationalspielerinnen:
| - Isabell Bachor - Linda Bresonik - Lena Goeßling - Carmen Holinka - Ursula Holl - Steffi Jones | - Carmen Schäfer - Anne Kreuzberg - Leonie Maier - Sandra Minnert - Martina Müller - Jutta Nardenbach † | - Viola Odebrecht - Célia Okoyino da Mbabi - Bianca Rech - Andrea Schaller - Almuth Schult |

Außerdem stellte der SC 07 Bad Neuenahr viele ausländische Nationalspielerinnen:
- Feride Bakir
- Cha Yun-hee
- Sarah Gregorius
- Katie Hoyle
- Neide Simões
- Danique Stein

Darüber hinaus spielte die Fernsehmoderatorin Shary Reeves für Bad Neuenahr. Sie moderierte von 2001 bis 2017 die WDR-Sendung Wissen macht Ah!.

## Statistik
| Saison | Liga                   | Platz | S  | U | N  | Tore   | Punkte | Pokal              | erfolgreichste Torschützin                   | Zuschauerschnitt |
| --- | ---------------------- | ----- | -- | - | -- | ------ | ------ | ------------------ | -------------------------------------------- | ---------------- |
| 1990/91 | Bundesliga Süd         | 9.    | 3  | 2 | 13 | 13:52  | 8:28   | nicht qualifiziert |                                              |                  |
| 1991/92 | Verbandsliga Rheinland | 1.    | 14 | 0 | 0  | 86:2   | 28:0   | 2. Runde           |                                              |                  |
| 1992/93 | Verbandsliga Rheinland | 1.    |    |   |    | 147:10 | 37:3   | 2. Runde           |                                              |                  |
| 1993/94 | Bundesliga Süd         | 9.    | 2  | 3 | 13 | 23:51  | 7:29   | 1. Runde           |                                              |                  |
| 1994/95 | Verbandsliga Rheinland | 1.    | 19 | 1 | 0  | 152:9  | 39:1   | 1. Runde           |                                              |                  |
| 1995/96 | Bundesliga Süd         | 10.   | 2  | 2 | 14 | 17:65  | 6:30   | 2. Runde           |                                              |                  |
| 1996/97 | Oberliga Südwest       | 1.    | 15 | 1 | 0  | 94:11  | 46     | 1. Runde           |                                              |                  |
| 1997/98 | Bundesliga             | 10.   | 5  | 4 | 13 | 23:49  | 19     | Viertelfinale      | Carmen Schäfer (11)                          |                  |
| 1998/99 | Bundesliga             | 10.   | 5  | 8 | 9  | 18:43  | 23     | Viertelfinale      | Steffi Jones (6)                             | 200              |
| 1999/00 | Bundesliga             | 6.    | 12 | 2 | 8  | 41:28  | 38     | Achtelfinale       | Carmen Schäfer (10)                          | 232              |
| 2000/01 | Bundesliga             | 9.    | 7  | 5 | 10 | 36:55  | 26     | Viertelfinale      | Martina Müller (17)                          | 338              |
| 2001/02 | Bundesliga             | 9.    | 6  | 4 | 12 | 24:51  | 22     | Viertelfinale      | Martina Müller (10)                          | 260              |
| 2002/03 | Bundesliga             | 10.   | 7  | 2 | 13 | 31:73  | 23     | Achtelfinale       | Martina Müller (14)                          | 292              |
| 2003/04 | Bundesliga             | 8.    | 8  | 3 | 11 | 35:55  | 27     | Viertelfinale      | Martina Müller (16)                          | 490              |
| 2004/05 | Bundesliga             | 5.    | 10 | 3 | 9  | 40:42  | 33     | Viertelfinale      | Isabell Bachor (12)                          | 475              |
| 2005/06 | Bundesliga             | 4.    | 14 | 2 | 6  | 61:40  | 44     | Achtelfinale       | Isabell Bachor (17)                          | 531              |
| 2006/07 | Bundesliga             | 5.    | 10 | 3 | 9  | 45:45  | 33     | 2. Runde           | Lydia Neumann (13)                           | 627              |
| 2007/08 | Bundesliga             | 5.    | 12 | 1 | 9  | 43:33  | 37     | Achtelfinale       | Isabell Bachor Célia Okoyino da Mbabi (je 9) | 566              |
| 2008/09 | Bundesliga             | 10.   | 5  | 3 | 14 | 26:74  | 18     | Achtelfinale       | Isabel Bachor (7)                            | 490              |
| 2009/10 | Bundesliga             | 6.    | 10 | 2 | 10 | 35:36  | 32     | 2. Runde           | Célia Okoyino da Mbabi (15)                  | 596              |
| 2010/11 | Bundesliga             | 6.    | 11 | 0 | 11 | 54:48  | 33     | Halbfinale         | Célia Okoyino da Mbabi (17)                  | 542              |
| 2011/12 | Bundesliga             | 7.    | 7  | 5 | 10 | 26:22  | 22     | Viertelfinale      | Célia Okoyino da Mbabi (11)                  | 759              |
| 2012/13 | Bundesliga             | 6.    | 8  | 6 | 8  | 25:29  | 30     | Achtelfinale       | Célia Okoyino da Mbabi (10)                  | 476              |
| Anmerkung: Grün unterlegte Spielzeiten kennzeichnen einen Aufstieg, rot unterlegte Spielzeiten einen Abstieg. |                        |       |    |   |    |        |        |                    |                                              |                  |

## Männerfußball
Die Senioren- und Juniorenmannschaften des SC 07 Bad Neuenahr spielen unter dem Namen SG Ahrweiler/Bad Neuenahr in einer Spielgemeinschaft mit dem Ahrweiler BC. Die erste Mannschaft der SG Ahrweiler/Bad Neuenahr spielt seit ihrem Aufstieg 2008/09 aus der Kreisliga A in der Bezirksliga Mitte. Insgesamt verfügt die SG Ahrweiler/Bad Neuenahr über zwei Senioren- und 14 Juniorenteams. Zweite Spielstätte neben dem Apollinarisstadion ist das Ahrstadion im Stadtteil Ahrweiler.
In der Saison 1950/51 gelang dem SC 07 Bad Neuenahr die Meisterschaft in der Bezirksliga Rheinland (damals Landesliga) und damit der Aufstieg in die Oberliga Südwest. 1969 gelang dem SC 07 sogar der Gewinn des Rheinlandpokals mit einem Endspielsieg über den FC Alemannia Plaidt, so dass der Verein im folgenden Jahr auch im DFB-Pokal-Wettbewerb antreten durfte. 2006 gründete der Verein eine Spielgemeinschaft mit dem Ahrweiler BC.